# Cycnium filicalyx
Cycnium filicalyx är en snyltrotsväxtart som först beskrevs av Eileen Adelaide Bruce, och fick sitt nu gällande namn av O.J. Hansen. Cycnium filicalyx ingår i släktet Cycnium och familjen snyltrotsväxter. Inga underarter finns listade i Catalogue of Life.